# Richard Kennelly
Richard Bayard Kennelly, Jr. (* 4. Juli 1965 in Boston) ist ein ehemaliger Ruderer aus den Vereinigten Staaten, der 1988 Olympiazweiter im Vierer ohne Steuermann war.

## Sportliche Karriere
Der 1,93 m große Richard Kennelly ruderte bei den Olympischen Spielen 1988 zusammen mit Raoul Rodriguez, Thomas Bohrer und David Krmpotich im Vierer ohne Steuermann. Die Crew gewann ihren Vorlauf und belegte im Halbfinale den dritten Platz hinter den  Booten aus der Bundesrepublik Deutschland und aus Italien. Im Finale siegte das Boot aus der DDR mit 2,42 Sekunden Vorsprung vor der US-Crew, die ihrerseits 0,69 Sekunden auf die drittplatzierten Ruderer aus der BRD hatten. Im Jahr darauf mit John Rusher für Krmpotich erkämpfte der US-Vierer erneut Silber hinter der DDR, Bronze gewannen bei den Weltmeisterschaften 1989 die Neuseeländer.
1991 trat Kennelly im Vierer mit Steuermann an und belegte den siebten Platz bei den Weltmeisterschaften in Wien. Bei den Olympischen Spielen 1992 war Kennelly Mitglied des amerikanischen Achters. Dieser gewann seinen Vorlauf und belegte im Halbfinale den zweiten Platz hinter dem Deutschland-Achter. Im Finale siegten die Kanadier vor den Rumänen und den Deutschen. Mit 2,18 Sekunden Rückstand auf die Deutschen belegte die US-Crew den vierten Platz.
Kennelly hatte 1987 an der Harvard University graduiert. Von 1991 bis 1995 studierte er an der University of Virginia und erwarb einem Master in Umweltplanung und einen weiteren Abschluss in Rechtswissenschaften. Nach seinem Studium war er 15 Jahre in der Energiewirtschaft tätig. 2012 wechselte er zu einem Unternehmen zur Fortbildung von Führungskräften.